# Código alimentario
Un código alimentario es el cuerpo orgánico de normas básicas y sistematizadas relativas a los alimentos, condimentos, estimulantes y bebidas, sus primeras materias correspondientes, utensilios y enseres de uso y consumo doméstico.
Los códigos alimentarios tienen como finalidades principales:
- Definir qué ha de entenderse por alimentos, condimentos estimulantes, bebidas y demás productos y materias a que alcanza la codificación.
- Determinar las condiciones mínimas que han de reunir aquellos.
- Establecer las condiciones básicas de los distintos procedimientos de preparación, conservación, envasado, distribución, transporte, publicidad y consumo de alimentos.

## Códigos alimentarios

### Argentina
El Código Alimentario Argentino es el código alimentario que regula en todo el territorio de Argentina a todos los alimentos, condimentos, bebidas o sus materias primas y los aditivos alimentarios que se elaboren, fraccionen, conserven, transporten, expendan o expongan, así como a toda persona, firma comercial o establecimiento que lo haga.

### España
El Código Alimentario Español ha sido aprobado por el Decreto 2484/1967, de 21 de septiembre.

### Estados Unidos
El Código de Alimentario de Estados Unidos se elabora por la Administración de Alimentos y Medicamentos (FDA) cada cuatro años, como una guía o modelo a partir del cual las jurisdicciones de salud de todo el país puedan desarrollar sus estándares de sanidad alimentaria. Publicado por primera vez en 1993, el Código Alimentario Estadounidense representa las mejores prácticas en relación con ela preparación, manipulación y almacenamiento de alimentos
La versión actual del Código Alimentario de la FDA fue lanzada en 2013.